# ألفريدو سانتايلينا
ألفريدو سانتايلينا أغوادو (بالإسبانية: Alfredo Santaelena Aguado)‏ (مواليد 13 أكتوبر 1967) لاعب كرة قدم إسباني سابق ، كان يجيد اللعب في مركز خط الوسط ، قضى مسيرته الكروية مع العديد من الفرق الإسبانية.

## مسيرته التدريبية
نظرة عامة عن مهنته مسيرته التدريبية.
| النادي             | عُيِّن في         | حتى            | الوظيفة    | عدد المباريات |
| ------------------ | -------------- | -------------- | ---------- | ------------- |
| بيغاسو تريس كانتوس | 1 يوليو 2003   | 30 يونيو 2006  | مدرب       |               |
| كوبينيا            | 1 يوليو 2006   | 30 يونيو 2007  | مدرب       | 38            |
| سيمبوزويلوس        | 1 يوليو 2007   | 30 يونيو 2008  | مدرب       |               |
| إيبيزا-إيفيسا      | 19 يناير 2009  | 30 يونيو 2009  | مدرب       | 18            |
| ماربيا             | 26 يناير 2010  | 6 يوليو 2010   | مدرب       | 17            |
| ألكوبينداس سبورت   | 6 يوليو 2010   | 30 يونيو 2011  | مدرب       |               |
| أتلتيكو مدريد ج    | 1 يوليو 2011   | 30 يونيو 2012  | مدرب       |               |
| أتلتيكو مدريد ب    | 1 يوليو 2012   | 10 فبراير 2014 | مدرب       | 63            |
| قادش               | 24 نوفمبر 2014 | 18 أبريل 2016  | مدرب مساعد |               |

## بطولات وإنجازات اللاعب

### أتلتيكو مدريد
- كأس ملك إسبانيا: 1990–1991 ، 1991–1992

### ديبورتيفو لاكورونيا
- كأس ملك إسبانيا: 1994–1995
- كأس السوبر الإسباني: 1995

## روابط خارجية
- Alfredo Santaelena as a manager